# Західна філософія
За́хідна філосо́фія — загальний термін, що окреслює філософську думку і праці західної цивілізації, протиставляючи їх східним філософіям і різноманіттю автохтонних філософій. Слово філософія походить з давньогрецької мови: philosophia (дав.-гр. φιλοσοφία, досл. «любов до мудрості» від дав.-гр. φιλεῖν, трансліт. philein, досл. «любити» + давньогрецька σοφία, трансліт. sophia, досл. «мудрість», в сенсі: знання).
Історично термін західна філософія ввели порівняно нещодавно для позначення філософського мислення західної культури, починаючи з давньогрецької філософії в Стародавній Греції, у розвитку згодом охоплюючи великі території Землі, включаючи Північну Америку та Австралію. Існують суперечки про включення також території Північної Африки, окремих ареалів Середнього Сходу, Східної Європи і так далі.
У сучасній термінології західна філософія відноситься до двох основних «традицій» сучасної філософії: аналітична філософія та континентальна філософія.

## Походження
У розуміння філософії в давнину і в твори (принаймні деяких) древніх філософів входили проблеми філософії, актуальні й тепер, але філософські студії одночасно охоплювали багато інших дисциплін : чисту математику та природничі науки (фізика, астрономія, біологія). Наприклад, Арістотель писав твори з усіх цих предметів. Термін західна філософія — даремний і нечіткий, якщо мова йде про визначення величезного розмаїття окремих традицій, політичних груп, релігійних груп, індивідуальних авторів протягом тисячоліть.

## Субдисципліни західної філософії
Західні філософи зазвичай поділяються на кілька великих напрямків, які відрізняються за областю досліджень. В Античності був поширений розподіл філософії, запропонований стоїками, на логіку, етику і фізику (вивчення природи, що включає як природні науки, так і метафізику). У сучасній філософії спеціалізація зазвичай така: метафізика, епістемологія, етика, естетика, політична філософія, філософія релігії, філософія влади, історія філософії, філософія інформації, медіафілософія тощо. Логіка іноді включається в основні розділи філософії, іноді вважається окремою міждисциплінарною наукою.
Усередині цих об'ємних розділів філософії сьогодні присутні численні субдисципліни. Існує найзагальніше розділення, зокрема в англомовних країнах, на аналітичну і континентальну «традиції». Інтерес до конкретних субдисциплін може з плином часу зростатати і зменшуватися.

## Філософія та інші дисципліни

### Природознавство
Спочатку термін філософія застосовувався до всіх наук про природу. Арістотеля цікавили питання, які в наш час[коли?] можуть бути співвіднесені з біологією, метеорологією, фізикою, космологією спільно з його метафізикою і етикою. Ще в XVIII столітті фізику і хімію класифікували як «натуральну філософію», тобто філософське вивчення природи. Сьогодні ці галузі знань віднесені до наук і формально відокремлені від філософії. Однак такий поділ неоднозначний: деякі філософи стверджують, що наука, як і раніше, нерозривно пов'язана з філософією.
Порівняно недавно психологія, економіка, соціологія та лінгвістика входили в поле наукової діяльності філософів, але в наш час[коли?] між ними існує слабкий взаємозв'язок. Слід розуміти різницю між філософією науки і наукою.

### Теологія і релігійні пошуки
Подібно філософії більшість релігійних пошуків не носить експериментального характеру. Область досліджень теології частково перетинається з філософією релігії. Аристотель розглядав теологію як розділ метафізики, також багато філософів до XX століття приділяли велику увагу питанням богослов'я. Тому теологія і філософія релігії не є непов'язаними. Тим не менш, за своєю методологією філософія релігії ближче до історії та соціології, ніж до теології.
В емпіричній традиції сучасної філософії релігійні пошуки часто розглядаються поза сферою знання. У філософії XX століття помітно менше філософів, що серйозно займалися питаннями богослов'я.

### Математика
Математика використовує дуже специфічні і строгі методи доведення, які філософи іноді намагаються наслідувати. Більшість філософських творів написано прозою і зазвичай не досягає рівня математичної чіткості. Як наслідок, математики не часто погоджуються з висновками філософів, у свою чергу філософи не часто погоджуються з результатами математиків, як і з їхніми методами.
Філософія математики — розділ у складі філософії науки, але математика має особливий стосунок до філософії: логіка вважається розділом філософії і математика є парадигмальним прикладом логіки. Наприкінці XIX — початку XX століть логіка здійснила величезний прорив у розвитку, і чиста математика, як доводилося, зводиться до логіки. У свою чергу, використання формальної логіки у філософії на кшталт використання математики в науці.